# Lune noire (astrologie)
Cette notion ne doit pas être confondue avec :
- la Lune noire en astronomie, qui correspond à plusieurs phénomènes réels concernant la Lune ;
- Lilith (lune), satellite hypothétique qui se trouverait au second foyer de l'orbite lunaire ;
- la face cachée de la Lune.

Pour les articles homonymes, voir Lune noire.
Selon l'astrologie occidentale, la Lune noire, parfois appelée Lilith, est définie comme le point vide où se trouve le second foyer de l'ellipse de l'orbite lunaire autour de la Terre, le premier foyer étant occupé par cette dernière. Ce n'est donc pas — et c'est l'une des principales critiques formulées envers ce concept — une entité matérielle, mais un simple point de référence géométrique pour le parcours réel des astres. La logique de l'astrologie symboliste d'aujourd'hui étant basée sur l'analogie, il s'agit, puisque cela correspond à un vide, d'un manque fondamental dont il faut devenir conscient, sa prise de conscience étant censée interrompre la répétition des schémas de comportement mortifères. Cependant, l'appellation « Lune noire » a été utilisée successivement et simultanément pour des référents très différents : un objet du ciel supposé, deux points du ciel distincts, un symbole à multiples significations, ce qui est un autre point de critique majeur : le concept est « flou ». Avec les progrès récents dans la localisation astronomique des Lunes noires corrigée et vraie, ce symbole est apparu il y a relativement peu de temps dans l'analyse des thèmes astrologiques, et son interprétation a évolué : jugée tout d'abord maléfique, car correspondant à un idéal inatteignable et liée à la peur, aux traumas hérités des vies antérieures, la Lune noire a été récemment estimée incontournable, notamment par la jeune astrologie karmique, qui croit que l'âme évolue d'incarnation en incarnation en apprenant de ses erreurs passées. Ceci engendre une troisième critique, formulée par les religions traditionnelles, envers le concept de réincarnation. Et, pour adhérer à la notion de Lune noire, encore faut-il croire à l'astrologie, qui est généralement considérée comme une superstition ou une pseudo-science (l'ensemble des recherches menées depuis l'Antiquité ayant abouti au fait que l'astrologie se place, par sa méthode même, en dehors du domaine scientifique).

## Évolution des termes

### Historique des différents termes employés

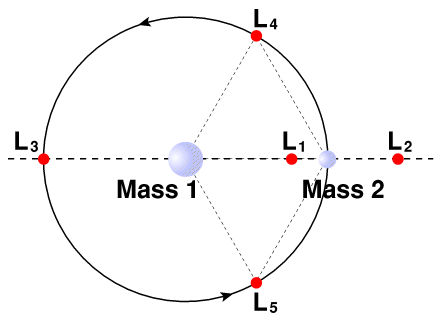
Trois des points de Lagrange sont situés sur l'axe reliant les deux corps. Dans le cas d'une grande dissymétrie de masse entre ceux-ci, deux points sont situés proches et de part et d'autre du corps peu massif, alors que le troisième est quasiment situé à l'opposé du corps peu massif par rapport au corps massif.

#### Un satellite
Au XIXe siècle, la Lune noire est recherchée, en vain, en tant que deuxième satellite de la Terre, toujours invisible car en opposition avec la vraie Lune. En vain, car c'est physiquement impossible : la Lune occupe la place « Mass 2 » dans la vignette ci-contre (« Mass 1 » représente la Terre), et pour être en constante opposition avec la Lune, le deuxième satellite devrait se maintenir sur l'orbite de cette dernière au point de Lagrange L3, et donc, vu sa distance à la Terre, être massif. En cas de nouvelle lune lorsque le Soleil se trouve derrière L3, rendant la Lune (« Mass 2 ») invisible aux yeux de la Terre (« Mass 1 »), ce deuxième satellite, vu sa masse, serait nécessairement visible en L3, car en pleine lumière solaire vu de la Terre. L'existence de ce satellite contredirait les lois de Kepler : elles obligeraient un satellite en opposition avec la Lune à se déplacer sur l'orbite lunaire, où il ne serait pas stable s'il était peu visible, donc de faible masse, le point en question n'étant pas un point de Lagrange.[réf. nécessaire]

#### Lilith
En 1918, l'astrologue anglais Sepharial (1864-1929), théosophe kabbaliste, se basant sur des observations remontant à 1898 de Georg Waltemath, un astronome de Hambourg qui annonça avoir découvert une seconde lune terrestre, est le premier astrologue à utiliser ce satellite hypothétique dans ses calculs. Il le nomme la « Lune noire ». Il lui attribue cette désignation pour soutenir son argumentation concernant son utilisation astrologique, alors qu'il affirme que cette lune possède une surface suffisamment noire pour être invisible la plupart du temps. C'est ensuite qu'il le renomme « Lilith », nom de la première épouse légendaire d'Adam, avant Ève. Lilith, figure médiévale citée dans le Zohar, est en effet en vogue dans la littérature de la fin du XIXe et au début du XXe siècle, notamment dans les milieux ésotériques et kabbalistiques.

#### Un point sur l'orbite lunaire

La Lune noire serait le second foyer de l'ellipse de l'orbite lunaire, le premier étant la Terre.

Dom Néroman définit en 1937 la « Lune noire » des astrologues comme le second foyer de l'orbite lunaire (si un cercle a un seul centre, une ellipse a deux foyers distincts). Ce facteur n'apparaît que très récemment dans les thèmes astraux. La Lune noire a la même longitude écliptique que l'apogée, point de l'orbite lunaire le plus éloigné de la matière (de la Terre). Étant dans la même direction, vus depuis le centre de la Terre, la Lune noire et l'apogée occupent la même place dans le zodiaque, et la Lune noire est donc souvent, en pratique, définie comme l'apogée de l'orbite lunaire. Or l'apogée est une donnée qui varie en même temps que l'excentricité de l'ellipse de la Lune. Il y a donc en réalité une Lune noire moyenne (apogée théorique) et une Lune noire corrigée pour suivre les variations de l'ellipse lunaire (apogée réel). La majorité des livres d'astrologie francophones se basent sur la position de la Lune noire moyenne. Certains logiciels d'astrologie offrent aujourd'hui l'option de la position « vraie » de la Lune noire. Cette Lune noire « vraie » semble être préférée par les astrologues anglo-saxons.

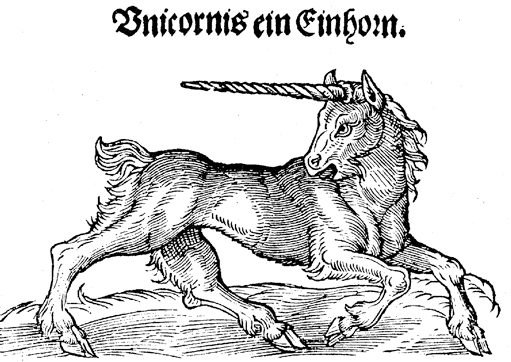
La « Lune noire moyenne » est appelée « Licorne » par Jacqueline Aimé et Luc Bigé.

Les astrologues Jacqueline Aimé et Luc Bigé intitulent la Lune noire moyenne « Licorne », en raison de son rapport à l'Idéal (la Licorne, symbole de pureté, préfère mourir de soif que boire une eau impure) et la Lune noire corrigée « Lilith », en raison de son aspect démoniaque et terrifiant . Selon Luc Bigé, la « Licorne » « veut tout, tout de suite » alors que « Lilith » crie « j'ai peur ». « Lilith » correspondrait ainsi aux traumas hérités du passé. La distance entre la Lune noire moyenne et la Lune noire corrigée est au maximum de douze degrés sur l'écliptique (c'est-à-dire sur le cercle des signes du zodiaque). Par ailleurs, Luc Bigé et Renée Lebeuf intitulent « Priape » le point du zodiaque opposé à « Lilith ». Selon Luc Bigé, « Priape » est un lieu de fécondité que la personne a tendance à refuser ; la « personnalité s'y construit contre la peur, grâce à la peur » (la peur liée à la Lune noire corrigée). Pour Georges Ruchet, le périgée lunaire (autrement dit « Priape ») est de la nature de Dionysos, par opposition à ce qui est du registre d'Apollon. Pour lui, le périgée (le point de l'orbite lunaire le plus proche de la matière de la Terre), c'est le Préconscient.

### Significations données aujourd'hui

Symbole Unicode de la Lune noire.

À ne pas confondre avec le symbole de l'astéroïde Cérès.

La « Lune noire satellite » est utilisée par certains astrologues américains. « Bien que la littérature anglo-saxonne la nomme parfois « Lilith », elle n'a aucun rapport avec le second foyer de l'orbite lunaire ».
Quant-à elle, la Lune noire moyenne reste neuf mois dans le même signe et correspond à l'apogée de l'orbite de la Lune. Dom Néroman est le premier à l'évoquer.
« Ensuite apparut la Lune noire corrigée à laquelle Louis Millat fait écho. Elle correspond au second foyer de l'orbite de la Lune. Elle a des stations directes et rétrogrades et ne s'éloigne jamais de plus de douze degrés de la Lune noire moyenne ». Elle est située à environ 40 000 kilomètres de la Terre. L'alchimiste et kabbaliste Jean Dubuis nomme ce point immatériel « la Terre invisible », par opposition avec le premier foyer de l'ellipse, qui est la Terre matérielle. Cependant, l'appellation « Lune noire » n'est pas neutre : en astrologie, la Lune symbolise l'inconscient individuel, par opposition à l'inconscient collectif symbolisé par les corps trans-saturniens Uranus, Neptune, Pluton , et le noir a toujours représenté, dans la tradition occidentale, le processus de métamorphose, comme le souligne l'exemple de l'alchimie.
Pour compliquer le tout, en raison de sa grande proximité avec la Terre, la Lune noire corrigée est à distinguer de la « Lune noire vraie », où l'on tient compte de la latitude du lieu de naissance dans les calculs. Cette Lune noire dite « vraie » est née dans les années 1990, à la suite des travaux de Guy Dupuis.
Enfin, « Lilith » est également le nom d'un astéroïde qui se situe dans la ceinture principales d'astéroïdes : (1181) Lilith. Sa symbolique est étudiée par Jean Billon, astrologue spécialisé dans les astéroïdes. Il fait clairement la distinction entre la Lilith comme objet céleste et la « Lune Noire » du plan symbolique.
La coexistence de ces acceptions différentes de « Lilith » et de « Lune noire » est source de confusion. De plus, des auteurs, tels que Joëlle de Gravelaine et Marc Bériault, emploient indifféremment l'un ou l'autre terme pour un même référent symbolique.

## Symbolisme
La tendance est à associer des points de vue psychologiques et des visions spiritualistes. Des courants d'interprétation se dégagent mais ne sont pas cloisonnés.

### Dans l'astrologie néo-traditionaliste

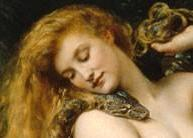
Lilith, une image mythique terrifiante.

La figure de Lilith est une entité féminine démoniaque dans les traditions rabbiniques. Des auteurs s'inscrivent dans cette représentation, tout en y mêlant des concepts psychologiques du XXe siècle. En 1985, Joëlle de Gravelaine, disciple du poète et astrologue Jean Carteret, développe cette conception dans « Le Retour de Lilith ». Pour Georges Ruchet, « la Lune noire c'est la perversion » car elle « surestime le Conscient et croit que tout progrès consiste en un progrès vers la conscience ». Pour lui, la Lune noire, c'est le Surmoi ; elle veut la connaissance, non pour servir la Vie, mais pour elle-même, à tout prix, de manière instinctive et passionnelle. La Lune noire d'Hadès correspond à l'« ombre » dans la personnalité. Comme Lilith, elle représente à la fois son idéal le plus élevé et sa déchéance la plus profonde. Elle génère des fantasmes et des peurs : « Ève est symbolisée par la Lune. La lune noire (Lilith) devient alors la seconde épouse, l'aspect maléfique si l'on peut dire de la Lune et contient, en tant que démon de la nuit, un fort potentiel sexuel [...]. La Lune noire symbolise une épreuve, un Karma ».

### Dans l'astrologie d'inspiration psychanalytique

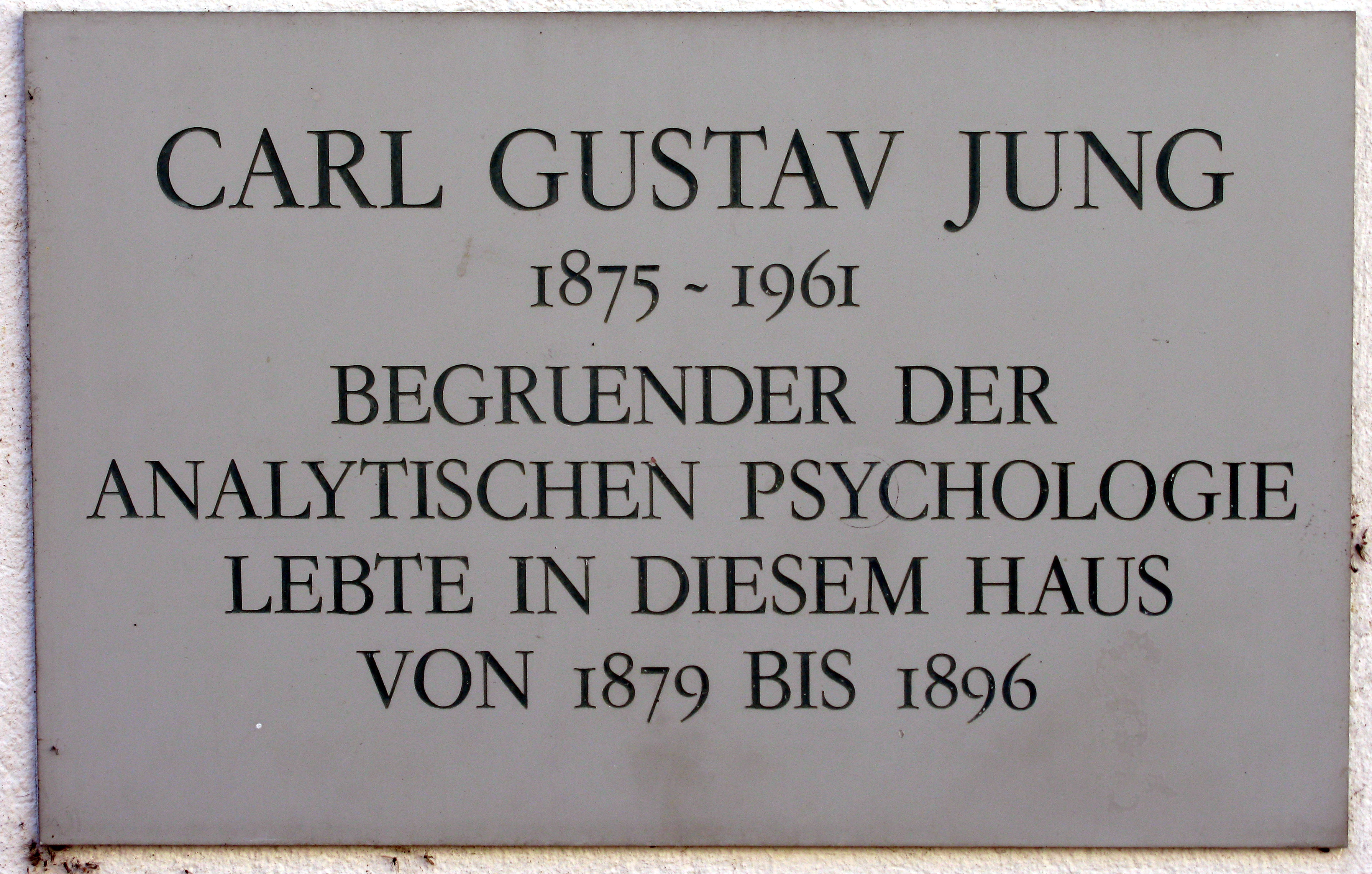
Carl Gustav Jung, fondateur de la psychologie analytique et penseur influent.

Un courant actuel d'astrologues rompt avec la dominante sombre de la Lune noire. Il se réclame le plus souvent des travaux de Carl Gustav Jung.
Selon le psychanalyste et astrologue Philippe Granger, la Lune noire est dans un thème le lieu du plus grand manque et du plus grand désir, lequel est bien autre chose que le besoin, qui est lié à la frustration (et en astrologie à la planète Saturne). En effet, selon lui, « la Lune noire est ce qui nous permet de vivre, tant que nous courons après ce qui peut combler le manque. En pure perte, et heureusement, car si nous y parvenions, ce serait la mort ». Elle est ainsi pour lui en rapport avec le narcissisme.
Pour Marc Bériault, la Lune noire se rattache au processus d'individuation, à la lucidité, à la nécessité de devenir « ce que l'on est » ; avec elle, on ne se construit pas (ce qui est le propre de Saturne), on démolit ce qui n'est pas ce que Jung appelait le « Soi », ce qui « explique pourquoi certains livres qui traitent de la Lune noire ne la voient jamais que comme un facteur négatif, de destruction humaine ou spirituelle, irrémédiablement liée à une sexualité nécessairement pécheresse ou dévoyée ».
Jacqueline Aimé voit dans la Lune noire une injonction de refus, mais aussi de dépassement, en raison de sa nécessité d'absolu, sa lucidité radicale, son refus de toute compromission. Selon elle, si « la Lune propose un objet au désir, la Lune noire l'occulte et projette la personne vers un objectif apparemment inaccessible. Voilà pourquoi elle est essentielle et souvent mal vécue ».
Luc Bigé considère que si l'on compare la vie à un film, la Lune noire en serait l'auteur, celui qui, tout en restant caché, chercherait à donner un sens vital à l'intrigue,.
Laurence Larzul considère une vision telle que celle de Joëlle de Gravelaine comme « obscure et infernale ». Pour elle, la problématique « féminine » de la Lune noire concerne tout aussi bien l'intériorité de l'homme que de la femme, chaque individu étant composé de parts féminine et masculine en accord avec l'approche jungienne de l'être à travers l’animus/l'homme intérieur et l’anima/la femme intérieure,. Elle écrit : « la Lune noire c'est notre tentation narcissique. Elle situe le lieu où notre désir d'identification est le plus grand, où notre projection est la plus puissante car c'est le point de convergence de toutes les lignes de forces de la personnalité. S'il est bien intégré, ce narcissisme nous conduit à prendre conscience de notre être sous peine de nous confondre avec un reflet inconsistant. On ne peut fusionner avec le reflet sans risque de se noyer. Néanmoins, on ne peut non plus l'ignorer car il est originel : il faut relever le défi, jouer le jeu. C'est ce que dit Jung dans Les Techniques de différenciation : « une confrontation réelle avec l'inconscient exige de la part de l'individu un effort de conscience et un point de vue conscient ferme, capable de s'opposer à l'inconscient et de parlementer avec lui. ». La Lune noire nous offre ce « point de vue conscient ferme ».
Michèle Farat, dans son Manuel complet d'astrologie karmique confère à la Lune noire la lucidité mais aussi l'ambivalence entre manque et désir ou fascination et rejet.

### Dans l'astrologie karmique occidentale

Les nœuds lunaires sont les points où l'orbite de la Lune traverse l'écliptique (qui correspond à la trajectoire du soleil dans le ciel).

Selon Laurence Larzul, la Lune noire en tant que point de l'orbite, comme les nœuds lunaires, a toute sa place dans la jeune astrologie karmique occidentale qui traite de l'âme, des mémoires et du karma du monde sublunaire. L'orbite de la Lune est à l'image du cycle des renaissances, autrement dit la métempsycose. Laurence Larzul note que le cycle de la Lune noire — la Lune noire met neuf mois à parcourir un signe du zodiaque ; comme il y a douze signes, elle parcourt la totalité du zodiaque en neuf ans — représente la moitié du cycle des nœuds lunaires : ces derniers retournent sur leur position initiale tous les dix-huit ans, et s'inversent au rythme de neuf ans.
La Lune noire est le symbole des transmutations dans les thèmes natals. Bien que libéré de l'aura sulfureuse de la Lilith des Anciens, le symbole conserve un lien avec la pensée kabbalistique, tenante, elle aussi, de la réincarnation. Mais de « responsable de la chute », et par conséquent du cycle incessant des réincarnations, la Lune noire devient l'initiatrice d'une libération karmique lorsqu'elle est conscientisée. La prise de conscience d'un phénomène est en effet censée, selon les tenants de cette astrologie réincarnationniste, interrompre la répétition des schémas de comportement engendrant le karma négatif, cette prise de conscience permettant de devenir un être véritablement individuel, libéré des scories liées à l'inconscient. Laurence Larzul déclare qu'en recherchant laquelle des douze maisons du thème (c'est-à-dire le résultat d'une autre division du zodiaque que les signes astrologiques sur le thème astrologique, la division en douze maisons étant basée sur la rotation en une journée de la Terre sur elle-même, alors que la division en douze signes est basée sur la rotation en une année de la Terre autour du Soleil) est transitée par la Lune noire au moment de la demande de consultation, on cerne le lieu « en crise » ou en questionnement qui est à la base de la démarche de consultation.
Patrick Giani souligne lui aussi la fonction libératrice de la Lune noire dès lors qu'elle est conscientisée :

« Ce qu'elle renferme comme symbolique et comme pouvoir révélateur, initiatique, provient en fait du fond des âges. Tout comme avec Pluton, nous avons avec la Lune Noire accès aux mémoires de la race humaine, aux temps les plus reculés de nos premières incarnations. C'est en cela qu'elle se révèle intéressante, car à partir du moment où nous arrivons à cerner au plus profond de nous la faille, la blessure, et quelquefois la dette, nous pouvons accéder à l'autre dimension de la Lune Noire, qui est l'initiation proprement dite. »

— Patrick Giani, L'Astrologie karmique

### Dans l'absolu
Philippe Granger décrit :
« La Lune noire est un concept ou, mieux, elle est un symbole, et comme tout symbole, elle est par définition polysémique, redondante, inépuisable. On ne peut jamais épuiser la valeur d'un symbole. Et je ne crois pas que l'on puisse jamais être exhaustif en ce qui concerne la Lune noire, pas plus d'ailleurs qu'en ce qui concerne toute l'astrologie ».

## Critiques

### Critiques des astrologues eux-mêmes
La principale critique apportée à ce concept, formulée par l'astrologue Henri Joseph Gouchon dans son Dictionnaire astrologique est qu'il s'agit d'un point fictif (« Là où il n'y a rien, il ne peut y avoir d'influence »). Un article non signé paru dans la revue Urania Magazine souligne l'imprécision par essence du concept : entre les Lunes noires « moyenne », « vraie » et « corrigée », il peut y avoir un grand écart sur le cercle des signes, ce qui pose un problème quant-à la théorie des aspects, pour ne pas parler de la position en signe et en maison. On ne sait où donner de la tête! Le fait qu'il s'agit d'un concept flou à la base est par ailleurs démontré par la multitude de signifiants astronomiques qui lui ont été attribués. L'astrologue conditionaliste Richard Pellard critique en outre l'aspect primaire et totalement irrationnel de l'analogie « noire (par opposition à blanche) = maléfique », indique que le mythe juif de Lilith a été greffé ex-abstracto sur ce symbole, et que le judaïsme — qui assimile cette dernière à de l'idolâtrie — est historiquement défavorable à l'astrologie. Patrick Rancillac note quant-à lui que l'interprétation de la Lune noire diffère en fait peu d'une analyse bien conduite de Pluton et Saturne (qui existent, eux, physiquement), mais que l'imagerie fantasmatique de Lilith, « égérie du monde nocturne » est jugée plus valorisante que ces deux symboles-repoussoirs (Pluton le Juge, et Saturne le chemin de l'Expiation).

### Critiques scientifiques et religieuses

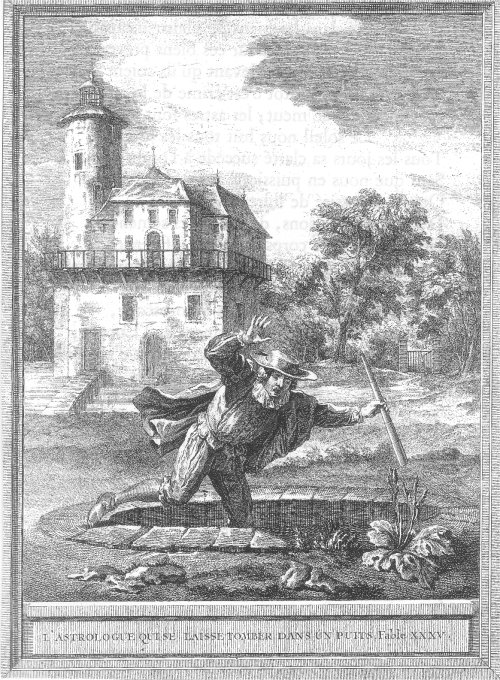
L'Astrologue qui se laisse tomber dans un puits, Jean de La Fontaine : Livre II, Fable 13

Toutes les critiques traditionnelles envers l'astrologie valent. En premier lieu, on peut compter l'absence de causes. Édouard Collot et Daniel Kunth affirment : « Les thèmes de l'Union rationaliste sont développés dans Les Cahiers rationalistes, en particulier sous la plume de Jean-Claude Pecker, lui aussi astrophysicien et membre de l'Académie des sciences. Son combat démontre sans ambiguïté aucune que, mise à l'épreuve des critères de la science, l'astrologie se situe hors des mécanismes causaux de celle-ci ». Ainsi, les scientifiques considèrent l'astrologie comme une pseudo-science, ou une superstition. On peut compter en effet comme autre critique l'effet Barnum, à savoir le biais cognitif consistant à se reconnaître avec précision dans une description floue, mais qu'on croit spécifique, de sa personnalité. Cet effet est dénommé « effet puits » par Henri Broch, qui en fait l'un de ses arguments majeurs contre l'astrologie dans son livre coécrit avec Georges Charpak Devenez sorciers, devenez savants.
En outre, le concept de « Lune noire » se trouve lié à une croyance critiquée par les religions traditionnelles, à savoir la réincarnation (croyance indispensable lorsqu'on pense déceler le karma dans un thème astrologique). De fait, Benoît Domergue écrit : « Tout système réincarnationniste outrepasse, nous l'avons constaté précédemment, toute distance entre l'homme et Celui dont ils aspirent faire l'expérience, une expérience absolue et unitive. Or la suppression de cette distance et, par conséquent, de toute donnée transcendantale, équivaut à ignorer le véritable domaine, le saut qualitatif métaphysique, ce domaine qui est « après », « au-delà de la nature » mais qui cependant lui est fondamental pour son existence ».